# Murat Çelik
Murat Çelik (* 22. September 1993 in Erzurum) ist ein türkischer Fußballspieler.

## Karriere
Çelik spielte beim französischen Verein Jeunesse Villenavaise und wechselte 2014 zu Eskişehirspor, wo er ohne einen Einsatz gemacht zu haben an Bursa Nilüferspor ausgeliehen wurde. Dort gab er sein Debüt am 2. Februar 2014 bei einem Ligaspiel gegen Erzurum BB, als er in der 90. Minute eingewechselt wurde. Insgesamt bestritt er vier Partien für Nilüferspor. Nach Ende der Leihfrist wechselte er zu Tavşanlı Linyitspor.